# Lomnice nad Lužnicí (hrad)
Lomnice nad Lužnicí je zaniklý hrad, který stával ve městě Lomnice nad Lužnicí, snad v místech kostela svatého Václava nebo v prostoru Sádecké ulice.

## Historie
První písemná zmínka o Lomnici pochází z roku 1265, kdy ji vlastnil Oldřich z Lomnice z rozrodu Vítkovců, jenž je ještě v roce 1259 zmiňován jako Oldřich z Landštejna. Dalším majitelem byl Ojíř z Klokot. Do roku 1281 nesl přídomky ze Svin či z Třeboně, poté přijal přídomek z Lomnice. V jeho držení zůstala do roku 1306. Který z jeho synů zdědil Lomnici, není jasné. Jelikož ale Smil z Nových Hradů zemřel brzo, získal celý majetek Vítek z Landštejna. Po jeho smrti se dostal do držení Smila Lomnického z Landštejna. Roku 1341 je jako majitel uváděn jeho bratr Vilém z Landštejna. Vilém se řadil mezi nejbohatší šlechtice jižních Čech a ke konci života byl jmenován nejvyšším purkrabím. Zemřel na jaře 1356 a poté byl majetek rozdělen mezi jeho syny, přičemž Lomnici získal Vilém, jenž se v roce 1353 stal vyšehradským proboštem a do své smrti byl též královským kancléřem. Ten na hradě nechal vybudovat kapli Božího těla a svatého Petra a Pavla. V roce 1359 získal jeho majetek Ješek z Kosové Hory. Ten nechal např. rozšířit rybník Dvořiště u Smržova. Po roce 1373, kdy Ješek zemřel, se jako majitelé Lomnice rychle vystřídali Jindřich ze Stráže a Kunrát Krajíř z Krajku. Ten dne 2. prosince 1381 vyměnil s králem Václavem IV. Lomnici za Landštejn a Novou Bystřici.
Král si z hradu vytvořil bod proti Jindřichovi III. z Rožmberka. V roce 1382 povýšil Lomnici na město. Na konci 14. století se na stranu krále postavili markrabě moravský Prokop, Jan Sokol z Lamberka, páni z Kunštátu, Zikmund Křižanovský a Bítovští z Lichtenburka, kteří podnikali loupeživé výpravy na území Rožmberků. Po Václavově smrti získal Lomnici Zikmund Lucemburský. Ten ji dne 28. července 1420 zastavil Janovi z Hradce. V roce 1423 Jan zemřel, ale v té době už Lomnici nevlastnil. Na žádost jeho bratra k městu přitáhl Jan Žižka z Trocnova. Po třech dnech obléhání město dobyl, uzavřel s nimi smlouvu a hejtmanem zde jmenoval Jana Roháče z Dubé. V roce 1421 Lomnici za pomoci měšťanů z Českých Budějovic a Oldřicha II. z Rožmberka oblehl a vypálil Lipolt I. Krajíř z Krajku. Po tomto incidentu nechal Žižka hrad opevnit.
V únoru 1435 Oldřich II. z Rožmberka hrad znovu oblehl. Obráncům velel Jan Řezník z Bernartic a pomoc vyslali i táborité. U Křeče však tábority zaskočilo rožmberské vojsko a porazilo je. Obránci hradu se vzdali v listopadu 1435. Oldřich s nimi podepsal smlouvu, který získal hrad a ten nechal rozbořit. Jan z Hradce sice žádal Oldřicha, aby hrad nebořil, ale ten to v listě ze dne 13. listopadu 1435 odmítl. Ačkoliv král v roce 1420 hrad zastavil, došlo dne 23. března 1437 ke „dvojité“ zástavě, když jej Zikmund zastavil Janu mladšímu z Ústí. Oldřich však odmítl hrad vydat, takže mu to musel král nařídit. Ještě v témže roce však hrad zapsal i Oldřichovi II. z Rožmberka a nechal všechny tři majitele, aby se mezi sebou domluvili. Dne 10. května 1441 musel Jan z Hradce předat Lomnici Oldřichovi za 1 450 kop grošů. O vyrovnání s Jindřichem ze Stráže, který získal hrad od Jana mladšího z Ústí, není nic známo. Další zmínky o hradu jsou z let 1459 a 1541. Do současnosti se dochovala pouze kaple, v roce 1645 přestavěna na kostel svatého Václava.

## Popis
Ačkoliv byl lomnický hrad rozsáhlý, jeho poloha je nejasná. Stával v jihovýchodním nároží historického jádra Lomnice a k jeho obranyschopnosti významně přispívala voda. Blok domů na východní straně náměstí 5. května může souviset s průběhem obvodu hradu. Za součást hradu bývá považován kostel svatého Václava na Václavském náměstí.
Polohu hradu v blízkosti kaple svatého Václava zpochybnil Daniel Kovář. Podle něj, na základě srovnání analogických lokalit, hrad i po svém zániku významně ovlivňuje urbanismus místa, ale v Lomnici se nijak neprojevuje. V roce 2000 byl navíc proveden výkop, který neodkryl žádné archeologické stopy ani artefakty z doby existence hradu. Takzvaná hradní kaple svatého Václava by pak mohla stát mimo opevněný areál hradu, díky čemuž nezanikla spolu s ním. Samotný hrad by potom stál v prostoru Sádecké ulice, čemuž naznačuje vyvýšený terén patrný na lidarovém snímku a seskupení domů na císařském otisku mapy stabilního katastru z roku 1828 nad tehdejším soutokem Služebného potoka a bočního ramena Miletínského potoka.